# Миюнь
Мию́нь (кит. упр. 密云, пиньинь Mìyún) — район городского подчинения города центрального подчинения Пекин (КНР).

## География
Миюнь — второй по площади район Пекина. Расположен на северо-востоке от центра города. Местность в районе горная, 70 % территории покрыто лесами. Наряду с районами Пингу, Хуайчжоу и Яньцин входит в состав Нового Пекина.

### Флора и фауна
В районе водохранилища Миюнь гнездятся большие бакланы, серые цапли и большие белые цапли.

## История
Люди жили в этих местах со времён палеолита. Из-за стратегического положения этой местности, открывающей путь с севера на Великую китайскую равнину, с древних времён в местных горах строились оборонительные сооружения, впоследствии включённые в единый оборонительный комплекс — Великую китайскую стену.
Во времена империи Северная Вэй в 379 году был образован уезд Миюнь (密云县).
С 1928 года уезд входил в состав провинции Хэбэй. В 1935 году при поддержке Японии в восточной части провинции Хэбэй было создано Антикоммунистическое автономное правительство Восточного Цзи, и эти земли вошли в его состав. 1 февраля 1938 года восточнохэбэйская автономия была поглощена другим прояпонским марионеточным режимом — Временным правительством Китайской Республики, который 30 марта 1940 года вошёл в состав созданной японцами марионеточной Китайской Республики. После Второй мировой войны над этими землями была восстановлена власть гоминьдановского правительства.
В 1947 году западная часть уезд Миюнь была выделена в отдельный уезд Ихуа (乙化县), но в 1949 году уезд Ихуа был расформирован, а его земли вернулись в состав уезда Миюнь. После образования КНР уезд вошёл в состав Специального района Тунсянь (通县专区). В 2008 году Специальный район Тунсянь был расформирован, и уезд был передан в подчинение властям Пекина.
В ноябре 2015 года уезд Миюнь был преобразован в район городского подчинения.

## Административное деление
Район Миюнь делится на 2 уличных комитета, 1 местный комитет (бывшую национальную волость) и 17 посёлков.
Административный центр района расположен в Гулоу.

## Население
Согласно переписи населения 2020 года в районе проживало 527,68 тыс. человек. Абсолютное большинство составляют ханьцы, также имеются небольшие общины маньчжуров, монголов и хуэй.

## Достопримечательности
- Великая китайская стена
  - Участок Цзиньшаньлин
  - Участок Сыматай
- Водохранилище Миюнь
- Горнолыжный курорт Наньшань